# 金丁
金丁是德国巴伐利亚州的一个市镇。总面积51.72平方公里，总人口2523人，其中男性1279人，女性1244人（2011年12月31日），人口密度49人/平方公里。